# W. Stanley Moss
Ivan William "Billy" Stanley Moss (1921-1965, MC), est un écrivain, voyageur et ancien officier du SOE en Grèce durant la Seconde Guerre mondiale. Il est célèbre pour avoir fait partie du commando qui a enlevé le général allemand Heinrich Kreipe le 26 avril 1944 en Crète.

## Biographie
Ivan William Stanley Moss est né au Japon à Yokohama. Son père, William Stanley Moss, est un homme d'affaires anglais. Sa mère, Natalie Galitch, est une Russe Blanche émigrée. Ses parents se sont mariés le 22 septembre 1916. La famille a survécu au Séisme de Kantō de 1923. Moss est envoyé à la Charterhouse School dans le Surrey pour étudier de 1934 à 1939.
Nommé sous-lieutenant des Coldstream Guards le 2 août 1941  après un cours d’élève officier (O.C.T.U.). Il rejoint l’Afrique du Nord après la bataille de Tobrouk puis intègre le Special Operations Executive au Caire (Égypte), puis à Bari (côte sud-est de l'Italie) et opère dans le bassin méditerranéen..

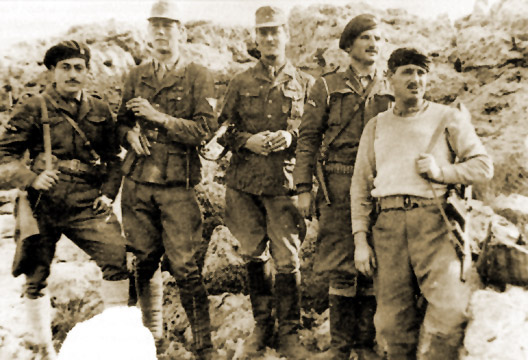
Les membres du commando Georgios Tyrakis, William Stanley Moss, Patrick Leigh Fermor, Emmanouil Paterakis, Antonios Papaleonidas.

Il opère en Crète en 1943-44. Il participe notamment à une opération audacieuse, l'enlèvement du général allemand Karl Kreipe le 26 avril 1944. Cela vaut au capitaine (commandant à titre temporaire) Patrick Leigh Fermor le Distinguished Service Order et au lieutenant (capitaine à titre temporaire) Moss la Military Cross le 13 juillet 1944.
Moss en tire un livre Ill met by moonlight en 1950 qui inspire en 1957 le scénario du film Intelligence Service (titre éponyme au livre en version originale) des réalisateurs américains Michael Powell et Emeric Presburger. Dirk Bogarde joue le rôle du commandant "Paddy" Leigh Fermor, David Oxley celui du capitaine "Billy" Stanley Moss et Marius Goring celui du général Heinrich Kreipe.
Il épouse le 26 avril 1945, au Caire, la Comtesse Sophie Tarnowska, une émigrée polonaise, petite-fille de Stanislaw Tarnowski, avec laquelle il a trois enfants : Christine Isabelle, Gabriella Zofia, et Sebastian (Billy Boy), mort en enfance. Le couple divorce en 1957.
Vers la fin de la guerre, il sert en Extrême-Orient dans la Force 136 du SOE en Asie du Sud-Est.
Il est nommé capitaine et commandant (Major) honoraire des Coldstream Guards le 1er janvier 1949.
Il publie ses livres à succès. Il s'installe à Putney, Londres. Il voyage beaucoup, notamment en Antarctique avec l'expédition antarctique britannique. Finalement il s'établit à Kingston, Jamaïque. Il meurt à l'âge de 44 ans en 1965.

## Reconnaissance
- Military Cross - 1944 (SOE en Grèce)

## Héritage
Il apparaît sous son nom véritable, ainsi que Sir Patrick Leigh Fermor, dans le roman de Louis de Bernières, La Mandoline du capitaine Corelli écrit en 1994 (Denoël et d'Ailleurs, 2001) qui a inspiré le film Capitaine Corelli (2001) de John Madden, avec Nicolas Cage et Penélope Cruz.

## Œuvres
- The hour of flight, Londres et Toronto, Harrap, 1949, (OCLC 63014078).
- Ill Met by Moonlight, London, Harrap, 1950,  (ISBN 0-304-35259-4).
- Prenez bien soin du général, Nicholson & Watson, Paris, 1950.
- Gold is where you hide it; what happened to the Reichsbank treasure?, London, A. Deutsch., 1958, (OCLC 2828923).

Traduction :
- Edmund Ordon, 10 Contemporary Polish Stories, Detroit, Wayne State University Press, 1958, (OCLC 297276) ; Bruno Schulz, My father joins the fire brigade, traduction par W. Stanley Moss et Zofia Tarnowska

## Crédit d'auteurs
- (en) Cet article est partiellement ou en totalité issu de l’article de Wikipédia en anglais intitulé « W. Stanley Moss » (voir la liste des auteurs).